# Xerraire de la Sonda
El xerraire de la Sonda (Garrulax palliatus) és un ocell de la família dels leiotríquids (Leiothrichidae).

## Hàbitat i distribució
Habita els boscos de muntanya, a l'oest de Sumatra i nord de Borneo.